# Championnats du monde de cyclisme sur piste 1969
Navigation
Rome 1968 Leicester 1970
Les championnats du monde de cyclisme sur piste 1969 ont eu lieu en deux lieux. Les tournois de vitesse et de poursuite individuelles masculines professionnelles se sont déroulés à Anvers en Belgique, et les autres épreuves sur le vélodrome "T.J. Faavorit" de Brno en Tchécoslovaquie. Au total, onze épreuves sont disputées : 9 par les hommes (3 pour les professionnels et 6 pour les amateurs) et deux par les femmes.
Le palais des sports d'Anvers est le théâtre du premier championnat du monde sur piste organisé sur un vélodrome couvert.

## Résultats

### Hommes

#### Podiums professionnels
| Compétition            | Or                        | Argent                      | Bronze                   |
| ---------------------- | ------------------------- | --------------------------- | ------------------------ |
| Vitesse individuelle   | Patrick Sercu Belgique    | Robert Van Lancker Belgique | Sante Gaiardoni Italie   |
| Poursuite individuelle | Ferdinand Bracke Belgique | Hugh Porter Royaume-Uni     | Peter Post Pays-Bas      |
| Demi-fond              | Jacob Oudkerk Pays-Bas    | Theo Verschueren Belgique   | Domenico De Lillo Italie |

#### Podiums amateurs
| Compétition            | Or                                                                                | Argent                                                                | Bronze                                                            |
| ---------------------- | --------------------------------------------------------------------------------- | --------------------------------------------------------------------- | ----------------------------------------------------------------- |
| Kilomètre              | Gianni Sartori Italie                                                             | Janusz Kierzkowski Pologne                                            | Klaas Balk Pays-Bas                                               |
| Vitesse individuelle   | Daniel Morelon France                                                             | Omar Phakadze Union soviétique                                        | Peder Pedersen Danemark                                           |
| Poursuite individuelle | Xaver Kurmann Suisse                                                              | Bernard Darmet France                                                 | Daniel Rebillard France                                           |
| Poursuite par équipes  | Union soviétique Stanislav Moskvine Vladimir Kuznetzov Viktor Bykov Sergeï Kuskov | Italie Pietro Algeri Giacomo Bazzan Giorgio Morbiato Antonio Castello | France Claude Buchon Bernard Darmet René Grignon Daniel Rebillard |
| Demi-fond              | Bert Boom Pays-Bas                                                                | Cees Stam Pays-Bas                                                    | Jörg Peter Suisse                                                 |
| Tandem                 | Allemagne de l'Est Hans-Jürgen Geschke Werner Otto                                | Allemagne de l'Ouest Jürgen Barth Rainer Muller                       | France Pierre Trentin Daniel Morelon                              |

### Femmes
| Compétition            | Or                                 | Argent                             | Bronze                             |
| ---------------------- | ---------------------------------- | ---------------------------------- | ---------------------------------- |
| Vitesse individuelle   | Galina Tsareva Union soviétique    | Galina Ermolaeva Union soviétique  | Irina Kiritchenko Union soviétique |
| Poursuite individuelle | Raisa Obodovskaya Union soviétique | Tamara Garkuchina Union soviétique | Keetie Hage Pays-Bas               |

## Tableau des médailles
| Rang | Nation               | Or | Argent | Bronze | Total |
| ---- | -------------------- | -- | ------ | ------ | ----- |
| 1    | Union soviétique     | 3  | 3      | 1      | 7     |
| 2    | Belgique             | 2  | 2      | 0      | 4     |
| 3    | Pays-Bas             | 2  | 1      | 3      | 6     |
| 4    | France               | 1  | 1      | 3      | 5     |
| 5    | Italie               | 1  | 1      | 2      | 4     |
| 6    | Suisse               | 1  | 0      | 1      | 2     |
| 7    | Allemagne de l'Est   | 1  | 0      | 0      | 1     |
| 8    | Allemagne de l'Ouest | 0  | 1      | 0      | 1     |
| 8    | Royaume-Uni          | 0  | 1      | 0      | 1     |
| 8    | Pologne              | 0  | 1      | 0      | 1     |
| 11   | Danemark             | 0  | 0      | 1      | 1     |
|      | TOTAL                | 11 | 11     | 11     | 33    |